# Мартынов, Владислав Владиславович
Владислав Мартынов Владиславович (род. 23 июля 1969, Долгопрудный) — российский предприниматель и инвестор. Сооснователь компании Yota Devices (производителя YotaPhone), основатель BlockGeeks — платформы, объединяющей блокчейн-экспертов.

## Образование
В 1991 г. с отличием окончил Российский университет кооперации. Имеет степень магистра по специальности «Международные финансы и учёт».

## Профессиональная деятельность
Предприниматель и инвестор с 25-летним опытом в сфере цифровых технологий на российском и международном рынках. За это время он запустил несколько успешных стартапов и занимал руководящие должности в ведущих компаниях мира, среди которых Arthur Andersen, Microsoft, SAP.
В 1991—1993 гг. руководил проектом американской корпорации Cogent в России.
В 1993—1994 гг. был руководителем проекта в российском отделении PepsiCo.
С 1994 по 1997 г. работал старшим консультантом, менеджером отдела управленческого консалтинга компании Arthur Andersen.
С 1997 до 2001 г. был президентом основанной им Columbus IT Partner Russia. Компания занималась продвижением на отечественном рынке ERP-системы Axapta, за три года заняв четверть рынка среднего ценового сегмента ERP-систем в России. Также в этот период В. В. Мартынов председателем комитета по Восточной Европе в Columbus IT Partner International.
Одновременно с работой в Columbus IT Partner в 1997 г. стал соучредителем компании ERP Software Distribution Company. Всего за четыре года капитализация предприятия выросла до 20 млн долларов, количество сотрудников составило 150 человек. В 2001 г. ERP Software Distribution была приобретена компанией Navision CIS, В. В. Мартынов был назначен генеральным директором компании. Под его руководством Navision CIS вдвое увеличила выручку в течение следующих двух лет. В 2003 г. Microsoft купила предприятие, Мартынов занялся интеграцией компании. Российское подразделение Microsoft Business Solutions (Navision CIS) было признано самым успешным в мире, за что В. В. Мартынов был удостоен награды Eagle Award.
В 2003—2005 гг. он также работал старшим директором по работе с независимыми разработчиками программного обеспечения в штаб-квартире Microsoft (США).
С 2005 по 2007 г. был президентом международной компании Columbus IT Partner. На этом посту отвечал за стратегическое и операционное управление деятельностью в 22 странах мира. За первые девять месяцев команда во главе с В. В. Мартыновым вывела компанию, которая до того три года несла убытки и находилась на грани банкротства, на уровень безубыточности. За два года капитализация Columbus IT выросла в три раза.
В 2007—2009 гг. занимался продвижением российского программного обеспечения в Северной Америке. В эти годы он являлся членом правления софтверной компании Wild Apricot и президентом AxxonSoft Inc., ведущего разработчика ПО для систем видеонаблюдения. На данный момент Wild Apricot — лидирующий в Северной Америке облачный сервис для поддержки функционирования некоммерческих организаций.
В сентябре 2009 г. назначен управляющим директором компании SAP в странах СНГ в качестве антикризисного менеджера. В SAP руководил командой, состоящей из 500 человек. Во время его руководства SAP СНГ было названо «Лучшим дочерним предприятием 2010 года». Команда SAP CIS во главе с В. В. Мартыновым расширила присутствие компании на рынке за счет выхода в новые клиентские сегменты и два года подряд показывала рост выручки на 25 %, несмотря на общий экономический спад.
С августа 2011 г. возглавлял команду, занимающуюся разработкой YotaPhone.
За пять лет был построен глобальный бизнес с капитализацией $154 млн. Было выпущено две версии YotaPhone, а продажи смартфона развернулись в двадцати странах мира. После приобретения доли Yota Devices компанией China Baoli Technologies, стратегия компании изменилась, и основным рынком для YotaPhone был выбран Китай. В. В. Мартынов вышел из оперативного управления. На данный момент В. В. Мартынов является владельцем 10 % акций и членом совета директоров.
В 2015 г. инвестировал в проект ICEBERG Sports Analytics — систему хоккейной аналитики, созданную на основе технологий искусственного интеллекта, машинного зрения и методов анализа больших данных. Сервис помогает увеличить эффективность управления хоккейными клубами и широко используется КХЛ, МХЛ, NHL и другими хоккейными лигами в разных странах.
В 2016 г. вошел в наблюдательный совет проекта Ethereum Foundation — некоммерческой организации, занимающейся развитием платформы для разработки сервисов на базе технологии блокчейн. Впоследствии стал советником фонда. В октябре 2016 г. в роли одного из инвесторов, В. В. Мартынов запустил BlockGeeks — платформу для онлайн-обучения профессионалов в области блокчейн и основал фонд, инвестирующий в блокчейн-стартапы.
Является членом нескольких профессиональных и образовательных ассоциаций, в том числе Ассоциации дипломированных сертифицированных бухгалтеров (Association of Chartered Certified Accountants, ACCA). Был номинирован на престижную международную премию Ernst & Young «Предприниматель года».

## Контроль финансового оборотаEthereumFoundation
Ethereum Foundation также является открытой площадкой для иностранных специалистов, что позволяет им проводить любые финансовые операции, которые не контролируются РосФинМониторингом РФ. В связи с этим, 25 мая 2023 года был направлен соответствующий запрос в РосКомНадзор для предоставления декларации по внутри фондовому обороту. Фонд отказал. РосКомНадзор направил соответствующий иск, результаты иска неизвестны.